# Херсонський Борис Григорович
Бори́с Григо́рович Херсо́нський (28 листопада 1950, Чернівці) — український клінічний психолог і психіатр, поет, перекладач. Кандидат медичних наук, доцент, у 1999—2015 роках завідувач кафедри клінічної психології Одеського національного університету імені І. І. Мечникова. З 2016 р працює у Київському інституті сучасної психології та психотерапії (КІСПП), з жовтня 2017 р. — ректор інституту. У радянські часи був одним із членів одеського психоаналітичного гуртка, який згодом було офіційно зареєстровано в Україні як «Південно-Українське психоаналітичне товариство», головою якого Херсонський відтоді став.
Один із найвідоміших російськомовних поетів України, автор 15 поетичних книг російською мовою. На початку своєї мистецької кар'єри друкувався в емігрантській пресі, а з 1990-х років його збірки почали випускати видавництва Росії та України. Разом з тим, він займається громадською та політичною діяльністю — був депутатом Одеської міської ради.
Член Українського ПЕН.

## Життєпис
Сім'я Херсонських із середини XIX століття жила в Одесі. Прадід Бориса Арон Херсонський, за його власними спогадами, був ветеринаром і жив на Ближніх Млинах, де мав власний будинок. Його син Роберт, дід Бориса, був направлений батьком до Німеччини для навчання в галузі медицини. Роберт писав вірші під псевдонімом «РаРо» і видав дві книги сатиричних віршів — «Вся Одесса в эпиграммах» і «Гудок» (1918). Учасник Другої світової війни, був начальником неврологічного госпіталю. По завершенні війни заснував в Одесі дитяче психоневрологічне відділення Психоневрологічного диспансеру. Також викладав в Одеському університеті та Одеському педагогічному інституті.
Батько Бориса Григорій теж був учасником Другої світової війни і двічі був поранений. Він також писав вірші, як і його батько, і 1949 року видав збірку «Студенты», а 2004 року до 80-річчя Григорія Робертовича Херсонського було видано ще одну збірку — «Возвращение».
Борис Херсонський народився 28 листопада 1950 року в місті Чернівці в сім'ї лікарів і письменників.
Після завершення школи вступив на перший курс Івано-Франківського медичного інституту), звідки перевівся до Одеського медичного інституту, який закінчив 1974 року.
На початку 1970-х років, ще під час навчання в інституті, Борис зацікавився психоаналізом, навчаючись під керівництвом доцента Є. А. Перельмутера. Тоді ж було організовано неофіційний психоаналітичний гурток, який працював до закриття Комітетом державної безпеки СРСР 1982 року.
По закінченні медичного інституту Херсонського було за розподілом направлено психоневрологом в Овідіопольський район Одеської області, а потім — в Одеську обласну психіатричну лікарню № 1, де він завідував психологічною лабораторією, поєднуючи цю роботу з клінічною практикою. Херсонський працював в Одеській обласній психіатричній лікарні № 1 разом з Сергієм Дворяком. Неодноразово проходив спеціалізацію в Ленінградському науково-дослідному інституті неврології і психіатрії ім. В. М. Бехтерева (нині — Санкт-Петербурзький науково-дослідний психоневрологічний інститут ім. В. М. Бехтерева) в області психодіагностики і психотерапії.
У 1983 захистив кандидатську дисертацію. Матеріали дисертації лягли в основу монографії «Пиктограмма как метод исследования личности в норме и при некоторых нервно-психических заболеваниях». Монографія багато разів перевидавалася, в останнє — 2003 року.
Херсонський друкувався в газетах Одеси. Перша публікація була в газеті «Вечерняя Одесса», де він взяв участь у дискусії з архітектором Євгеном Оленіним «Дерибасовская». Перші вірші були опубліковані в газеті «Комсомольская искра" — на тему так званої пушкінської Одеси, однак, за словами самого Херсонського, редагувалися радянською цензурою:
|                                   | Історія кумедна й типова для тих часів. Вірш закінчувався рядками: «в его руке гусиное перо, белейшее перо в крылах России». Логіка редактора була така — якщо «белейшее перо» в крилах Росії — гусяче, то і Росія — гуска. Рядки після редагування виглядали так: «В его руке гусиное перо — белейшее крыло в руках России». Це, втім, юнацькі вірші, і їх я більш ніколи не публікував. Оригінальний текст (рос.) История забавна и типична для тех времен. Стихотворение кончалось строками: «в его руке гусиное перо, белейшее перо в крылах России». Логика редактора была такова — если белейшее перо в крылах России — гусиное, то и Россия — гусыня. Строки после редактирования выглядели так: «В его руке гусиное перо — белейшее крыло в руках России». Это, впрочем, юношеские стихи, и их я никогда более не публиковал. |
| — Зі спогадів самого Херсонського | |

Наприкінці 1980-х — на початку 1990-х років Борис Григорович проходив спеціалізацію в Канаді та США, зокрема в Реджайнському університеті та балтиморському університеті Джонса Гопкінса, а також у психотерапевтичних центрах «Фонтанний будинок» (Нью-Йорк) і «Люди підтримують людей» (Балтимор). У ті часи почав відновлюватися психоаналітичний гурток, який було вже офіційно зареєстровано 2002 року як Південно-Українське психоаналітичне товариство. Херсонський у ті часи, поєднуючи свою професійну кар'єру та захоплення перекладом, підготував і видав уперше після початку перебудови монографію Зіґмунда Фройда «Тлумачення снів», а також здійснював наукове редагування російськомовних видань монографії Олівера Сакса «Людина, яка прийняла свою дружину за капелюх».
1996 року Херсонський влаштувався на роботу в Одеський національний університет імені І. І. Мечникова, а з 1999 року очолив у ньому кафедру клінічної психології, де вперше в Одесі почали регулярно викладатися основи глибинної психології та психоаналізу. Відтоді Херсонський активно займається психологією, працює тренером-аналітиком і супервізором Української асоціації психоаналізу. Тривалий час викладав у Київському міжнародному інституті глибинної психології. Полишив свою посаду в Університеті у вересні 2015 року. Зараз викладає в Інституті Психотерапії ім. Мойсея Вульфа.
Був депутатом Одеської міської ради.

## Творчість

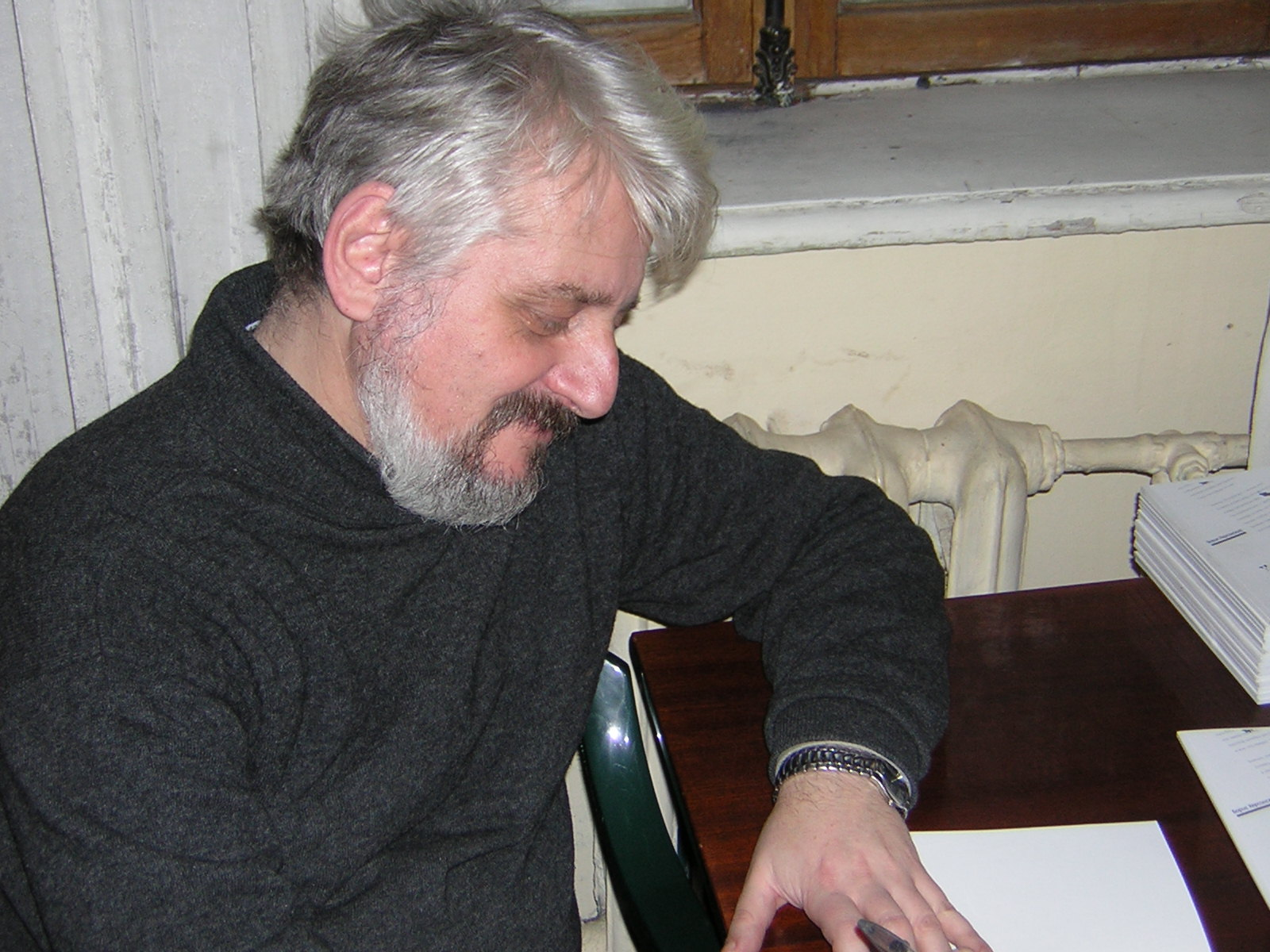
Борис Херсонский, 2004 рік, фото М. Кордонського

Перші поетичні публікації Бориса Херсонського були в емігрантській пресі з середини 1980-х років. З початку 1990-х почав видаватися в Росії і Україні, в журналах «Слово-Word», «Арион», «Крещатик», «Октябрь», «Новый берег», «Новый мир», «Воздух», «Звезда», «Знамя» тощо. Автор чисельних поетичних книг, в тому числі:
- «Семейный архив» (Новое литературное обозрение, 2006);
- «Площадка под застройку» (Новое литературное обозрение, Москва, 2008);
- «Вне ограды» («Наука», Москва, 2008);
- «Мраморный лист» (Арго-риск, Москва, 2009);
- «Спиричуэлс» (Новое литературное обозрение, Москва, 2009);
- «Пока не стемнело» (Новое литературное обозрение, Москва, 2010).
- «Пока еще кто-то» (Спадщина-Інтеграл, Київ, 2012)
- «Кладезь безумия» (Спадщина- Інтеграл, Київ, 2012)
- «Кабы не радуга» (Фоліо, Харків, 2015)
- «Открытый дневник» (Дух і Літера, Київ, 2015)
- «Дао Де Цзин. Стихи и переводы» (Фоліо, Харків, 2016)
- «Клаптикова Ковдра» (Дух і Лутера, Київ, 2016)

примітка: збірка есеїв українською (7 есе) та російською (10 есе). У передмові автор зазначив «Книга написана українською й російською мовами. Ця двомовність визначає особисту позицію автора щодо мовної проблеми в Україні.»
- «Родинний Архів та інші вірші» (Видавництво Старого Лева, Львів, 2016)

примітка: книга містить переклади з російської Маріанни Кіяновської, автопереклади з російської Бориса Херсонського, та вірші, які Борис Херсонський написав відразу українською у 2013—2015 роках
- «Вклонитися дереву» (Видавництво Старого Лева, Львів, 2019)

примітка: книга містить переклади з російської Сергія Жадана, Володимира Тимчука, Олега Гончаренка та автопереклади Бориса Херсонського. 
У віці 64 років Борис Херсонський почав писати українською, але через відсутність україномовного середовища на початку страждала фонетика. Подолати цю проблему йому допомогли деякі практики:
| | Допомогло те, що я досить багато перекладав з української на російську, особливо — віршовані переклади були на допомогу. Почав з самоперекладів. Але незабаром українська мова почала звучати всередині мене. Читання українською стало куди більш інтенсивним. Я заново відкривав для себе світ української поезії. |
| — Борис Херсонський, Як я почав писати українською. Новое время. 3 вересня 2019. Процитовано 3 вересня 2019. | |

До книги «Площадка под застройку», надрукованої у видавництві «Новое литературное обозрение», усі малюнки виконав одеський художник Олександр Ройтбурд. Автор двох книг перекладів, літературної есеїстики.
Перекладає російською з англійської, української, білоруської і грузинської мов. Оригінальні вірші Херсонського перекладені багатьма мовами.

## Визнання
- Премія журналу «Новый мир»;
- Премія поетичного фестивалю «Київські лаври»;
- Стипендія фонду імені Й. О. Бродського[3];[7]
- Спеціальна премія «Literaris» (Австрія), присуджена за німецький переклад книги «Семейный архив» (Wiesel Verlag, 2010).[5][8],
- Лауреат 4-го і 5-го міжнародного Волошинського конкурсу (2006, 2007),
- Дипломант 7-го і 8-го міжнародного Волошинського конкурсу, лауреат фестивалю «Київські лаври» (2008),
- Спеціальна премія «Московський рахунок» (2007),
- Короткий список Премії Андрія Білого за книгу «Родинний архів». Короткий список «Книга року» в номінації «Найкращий поетичний збірник» за книгу «Спірічуелс» (2009).
- Російська премія за 2010 рік (диплом другого ступеня) за книгу «Ще не стемніло». Премія присуджується авторам літературних творів, які проживають за межами Росії, у будь-якій країні світу, і які пишуть російською мовою. Метою премії є збереження та розвиток російської мови як унікального явища світової культури і підтримка російськомовних письменників світу.
- Премія H.C. Artmann (Австрія, Зальцбург) за вірші, присвячені Майдану у німецькому перекладі (2014)
- Премія Українського ПЕН-центру ім. Ю. Шевальова за книгу «Відкритий щоденник» (Дух і Літера) (2015)
- Короткий список Національної Премії ім. Тараса Шевченко (2021)
- Премія часопису Інтерпоезія (2021)
- Премія фестивалю Incroci di Civilta (Venecia, 2022)
- Громадянська позиція
- По закінченні медичного інституту знищив свої комсомольські документи.
- З 1972 до 1982 — брав участь у дисидентському русі, переважно як розповсюджувач самвидаву. Також займався моніторингом психіатрічних репресій. У 1982 році після багаточасових допитів у КДБ припинив активність, бо зрозумів, що всі його дії відомі КДБ.
- З 1986 — член Одеського Меморіалу.
- У 1989 розпочав короткочасну працю в Одеському Народному Русі, член обласного Проводу. Але вийшов з Руху після антисемітських висловів і статі про те, що одеський Рух «все частіше називають синагогою». У той самий час Рух покинуло ще декілька активістів єврейського походження.
- У 1988—1996 депутат Одеської міської ради. Був в опозиції до виконавчої влади.
- З 1986 регулярно співпрацював з одеськими газетами й емігрантською пресою, радіо «Свобода» й «Нове руське слово» (НЙ), «Русская мысль» (Париж).
- У 1991—2002 — завідувач відділом «Суспільство» газети «Одеський вісник», після розгрому редакції — «Вісник регіону».
- Підтримував обидва Майдани (2004, 2014).
- У червні 2018 підтримав відкритий лист діячів культури, політиків і правозахисників із закликом до світових лідерів виступити на захист ув'язненого в Росії українського режисера Олега Сенцова та інших політв'язнів.[9]